# Drag-and-drop
Arrastar e soltar (em Inglês: Drag-and-drop), nomenclatura utilizada nas interfaces gráficas de computadores, é a ação de clicar em um objeto virtual e "arrastá-lo" a uma posição diferente ou sobre um outro objeto virtual. De maneira geral, ele pode ser usado para invocar diversos tipos de ações, ou criar vários tipos de associações entre dois objetos abstratos.
O suporte ao drag-and-drop é amplamente utilizado pela Apple Inc. em seu sistema operacional Mac OS X, estando disponível na maioria dos softwares para o mesmo, ja nos PCs esta disponível em apenas alguns programas para os sistemas operacionais Windows e Linux, apesar de muitas vezes ser uma técnica fácil e de rápido aprendizado para os usuários.

## Ações
A sequência básica de ações relacionadas ao drag-and-drop é:
- Clicar, e manter o botão do mouse ou outro dispositivo semelhante pressionado, para "agarrar" o objeto,
- "Arrastar" (drag) o objeto/cursor à posição ou localização desejada,
- "Soltar" (drop) o objeto, soltando o botão pressionado.